# Tomasz Lancaster
Tomasz Lancaster, 1. książę Clarence KG (ur. 29 września 1388 w zamku Kenilworth, zm. 22 marca 1421 pod Baugé), angielski książę z dynastii Lancasterów, młodszy syn króla Henryka IV i Marii Bohun, córki 7. hrabiego Hereford. Młodszy brat króla Henryka V, starszy brat Jana, księcia Bedford, i Humphreya, księcia Gloucester.
Kiedy jego ojciec został królem Anglii Tomasz został kawalerem Orderu Łaźni oraz Lordem Wielkim Stewardem. W 1400 r. został kawalerem Orderu Podwiązki. W latach 1401–1413 był gubernatorem Irlandii. W latach 1405–1406 był Lordem Wielkim Admirałem. W latach 1412–1413 namiestnikiem Akwitanii. 9 lipca 1412 r. otrzymał od ojca parowskie tytuły księcia Clarence i hrabiego Aumale. W 1415 r. był Lordem Wielkim Stewardem Chester. Brał udział w kampanii swojego brata we Francji w 1415 r. i walczył pod Azincourt. Od 1417 r. był dowódcą angielskiej armii we Francji. W latach 1418–1419 dowodził oblężeniem Rouen. Zginął w 1421 w bitwie pod Baugé. Został pochowany w katedrze w Canterbury.
W listopadzie lub grudniu 1411 r. poślubił lady Margaret Holland (1385 – 30 grudnia 1439), córkę Thomasa Hollanda, 2. hrabiego Kentu, i Alice FitzAlan, córki 10. hrabiego Arundel, wdowę po 1. hrabim Somerset. Małżonkowie nie mieli razem dzieci.